# Henri du Périer de Larsan
Pour les articles homonymes, voir Périer.
Henri du Périer de Larsan, né le 29 février 1844 à Bordeaux (Gironde) et mort le 25 août 1908 à Castillonnès (Lot-et-Garonne), est un homme politique français.

## Biographie
Magistrat de 1872 à 1880, il démissionne alors qu'il est procureur de la République à Angoulême. Maire de Soulac-sur-Mer de 1882 à 1900, il est député de la Gironde, arrondissement de Lesparre, de 1889 à sa mort en 1908, remplacé par Arnaud d'Elissagaray, inscrit au groupe des Républicains progressistes.

## Sources
- « Henri du Périer de Larsan », dans le Dictionnaire des parlementaires français (1889-1940), sous la direction de Jean Jolly, PUF, 1960 [détail de l’édition]